# 伍德蘭 (特拉華州)
伍德蘭（英語：Woodland）是位於美國特拉華州蘇塞克斯縣的一個非建制地區。該地的面積和人口皆未知。

## 地理
伍德蘭的座標為38°36′00″N 75°39′29″W / 38.60000°N 75.65806°W，而該地的平均海拔高度為1米（即3英尺）。